# يلو سبرينغز (أوهايو)
يلو سبرينغز (بالإنجليزية: Yellow Springs, Ohio)‏ هي معلم جغرافي و بلدة تقع في الولايات المتحدة في مقاطعة غرين، أوهايو. يقدر عدد سكانها بـ 3,487 نسمة ومساحتها 5.23 كم2 .

## التركيبة السكانية
قام مكتب تعداد الولايات المتحدة بتحديد بيانات التركيبة السكانية ليلو سبرينغز في تعداد الولايات المتحدة. في ما يلي، التركيبة السكانية حسب تعدادي 2000 و2010.

### تعداد عام 2000
بلغ عدد سكان يلو سبرينغز 3,761 نسمة بحسب تعداد عام 2000، وبلغ عدد الأسر 1,587 أسرة وعدد العائلات 896 عائلة مقيمة في القرية. في حين سجلت الكثافة السكانية 1,981.3 نسمة لكل ميل مربع (765.0/كم2). وبلغ عدد الوحدات السكنية 1,676 وحدة بمتوسط كثافة قدره 882.9 نسمة لكل ميل مربع (340.9/كم2).
وتوزع التركيب العرقي للقرية بنسبة 76.58% من البيض و 0.51% من الأمريكيين الأصليين و 1.49% من الأمريكيين ذوي الأصول الآسيوية و 14.97% من الأمريكيين الأفارقة و 5.74% من عرقين مختلطين أو أكثر.
بلغ عدد الأسر 1,587 أسرة كانت نسبة 24.8% منها لديها أطفال تحت سن الثامنة عشر تعيش معهم، وبلغت نسبة الأزواج القاطنين مع بعضهم البعض 40.4% من أصل المجموع الكلي للأسر، ونسبة 13.2% من الأسر كان لديها معيلات من الإناث دون وجود شريك، وكانت نسبة 43.5% من غير العائلات. تألفت نسبة 35.9% من أصل جميع الأسر من أفراد ونسبة 10.4% كانوا يعيش معهم شخص وحيد يبلغ من العمر 65 عاماً فما فوق. وبلغ متوسط حجم الأسرة المعيشية 2.73، أما متوسط حجم العائلات فبلغ 2.11.
بلغ العمر الوسطي للسكان 41 عاماً. وكانت نسبة 18.4% من القاطنين تحت سن الثامنة عشر، وكانت نسبة 14.1% بين الثامنة عشر والأربعة وعشرون عاماً، ونسبة 23.5% كانت واقعةً في الفئة العمرية ما بين الخامسة والعشرون حتى والأربعة وأربعون عاماً، ونسبة 27.2% كانت ما بين الخامسة والأربعون حتى الرابعة والستون، ونسبة 16.8% كانت ضمن فئة الخامسة والستون عاماً فما فوق. يوجد لكل 100 أنثى 80.0 ذكر، ويوجد لكل 100 أنثى في الثامنة عشر من عمرها فما فوق 73.1 ذكر.
بلغ متوسط دخل الأسرة في القرية 51,984 دولار، أما متوسط دخل العائلة فبلغ 67,857 دولار. وكان متوسط دخل الذكور 41,875 دولار مقابل 37,744 دولار للإناث. وسجل دخل الفرد الخاص بالقرية 27,062 دولار. وكانت نسبة 7.3% من العائلات ونسبة 7.0% من السكان تحت خط الفقر، وكان من هؤلاء نسبة 11.2% تحت سن الثامنة عشر ونسبة 3.4% في الخامسة والستين من العمر وما فوق.

### تعداد عام 2010
بلغ عدد سكان يلو سبرينغز 3,487 نسمة بحسب تعداد عام 2010، وبلغ عدد الأسر 1,672 أسرة وعدد العائلات 902 عائلة مقيمة في القرية. في حين سجلت الكثافة السكانية 1,726.2 نسمة لكل ميل مربع (666.5/كم2). وبلغ عدد الوحدات السكنية 1,805 وحدة بمتوسط كثافة قدره 893.6 لكل ميل مربع (345.0/كم2).
وتوزع التركيب العرقي للقرية بنسبة 78.1% من البيض و 0.6% من الأمريكيين الأصليين و 1.5% من الأمريكيين ذوي الأصول الآسيوية و 12.0% من الأمريكيين الأفارقة و 7.3% من عرقين مختلطين أو أكثر.
بلغ عدد الأسر 1,672 أسرة كانت نسبة 25.4% منها لديها أطفال تحت سن الثامنة عشر تعيش معهم، وبلغت نسبة الأزواج القاطنين مع بعضهم البعض 37.4% من أصل المجموع الكلي للأسر، ونسبة 13.5% من الأسر كان لديها معيلات من الإناث دون وجود شريك، بينما كانت نسبة 3.1% من الأسر لديها معيلون من الذكور دون وجود شريكة وكانت نسبة 46.1% من غير العائلات. تألفت نسبة 39.2% من أصل جميع الأسر من أفراد ونسبة 15.4% كانوا يعيش معهم شخص وحيد يبلغ من العمر 65 عاماً فما فوق. وبلغ متوسط حجم الأسرة المعيشية 2.70، أما متوسط حجم العائلات فبلغ 2.04.
بلغ العمر الوسطي للسكان 48.5 عاماً. وكانت نسبة 19.7% من القاطنين تحت سن الثامنة عشر، وكانت نسبة 5.1% بين الثامنة عشر والأربعة وعشرون عاماً، ونسبة 20.6% كانت واقعةً في الفئة العمرية ما بين الخامسة والعشرون حتى والأربعة وأربعون عاماً، ونسبة 33.1% كانت ما بين الخامسة والأربعون حتى الرابعة والستون، ونسبة 21.6% كانت ضمن فئة الخامسة والستون عاماً فما فوق. وتوزع التركيب الجنسي للسكان بنسبة 46.0% ذكور و54.0% إناث.